# Joe Johnston
Joseph Eggleston "Joe" Johnston II (Austin, 13 de maig de 1950) és un director de cinema americà i anteriorment com a artista d'efectes més ben conegut pels efectes especials de pel·lícules com Honey, I Shrunk the Kids, Jumanji, The Rocketeer, Jurassic Park III, el drama d'època October Sky, The Wolfman i Captain America: The First Avenger.

## Vida i carrera
Johnston va néixer a Austin, Texas, i va anar a la California State University, Long Beach, així com l'Art Center College of Design. Va començar la seva carrera com a artista conceptual i tècnic d'efectes en la primera pel·lícula de Star Wars, dirigit per George Lucas. La seva associació amb Lucas més tard resultaria fructífer, ja que va guanyar un Academy Award pels Millors Efectes Visuals pel seu treball amb en Lucas i la pel·lícula Raiders of the Lost Ark de Steven Spielberg. Ell va continuar treballant en moltes pel·lícules com un expert en efectes, i es va traslladar a la producció de la pel·lícula Willow abans de fer el seu debut com a director amb l'èxit de Honey, I Shrunk the Kids.
Va anar a l'Escola de Cinema de la USC el 1984. Va contestar a un anunci, mentre era estudiant a la Universitat Estatal de Long Beach, que estava en busca d'empleats. Aquest anunci era de George Lucas, que va conèixer a Johnston. Va ser emprat un artista del guió gràfic que es veurien en Lucas la seva edició. Amb el temps, en Johnston va decidir deixar la companyia d'en Lucas i els viatges amb els diners que havia estalviat. No obstant això, en Lucas va suggerir que anés a l'escola de cinema USC, i que Lucas el portaria a la part davantera de la línia per als sol·licitants, pagant per la seva matrícula, i mantenir Johnston com un empleat de mig temps amb el seu salari. Johnston va dir que hauria estat una bogeria no acceptar l'oferta i de seguida va dir que sí.
Després en Johnston va treballar per l'adaptació del comic-book The Rocketeer (1991). La pel·lícula va ser un fracàs comercial, igual que el seu següent, l'animació i l'acció en viu a The Pagemaster. Johnson es va recuperar amb Jumanji, amb Robin Williams. La pel·lícula va superar crítiques poc entusiastes recaptant més de $260 milions de dòlars americans. Johnston llavors canvia la marxa de les pel·lícules d'acció impulsades pels efectes a altres de més personal i aclamades per la crítica com el cas de October Sky (1999), amb Jake Gyllenhall com a estudiant en la dècada de 1950 en l'escola de West Virginia que somia en ser un científic espacial de laNASA malgrat els desitjos del seu pare.
Johnston va entrar a la dècada de 2000 amb la continuació de Jurassic Park III. La pel·lícula va continuar la seva relació amb Spielberg i es va recaptar més de $300 milions a les taquilles dels Estats Units. En Johnston va seguir l'èxit amb el western Hidalgo, amb Viggo Mortensen. Johnston després va prendre un descans de sis anys abans de dirigir el remake de 2010 de la clàssica pel·lícula de terror de 1941 The Wolfman, amb Benicio del Toro i Anthony Hopkins. En part per la seva experiència amb el període de pel·lícules de superherois amb The Rocketeer, Johnston va ser seleccionat per dirigir l'adaptació de superherois de Paramount Pictures Captain America: The First Avenger, estrenat el 22 de juliol de 2011. Les estrelles de la pel·lícula inclouen Chris Evans com l'heroi del comic-book i Hugo Weaving com el seu arxienemic de la Red Skull. La pel·lícula és part del grup de pel·lícules de Marvel Cinematic Universe que també compta amb Iron Man, Iron Man 2, Thor i The Incredible Hulk.
Johnston va ser un punt important en la direcció de Hulk però es va retirar al juliol de 1997.
Ell és l'autor del llibre de Star Wars, The Adventures of Teebo: A Tale of Magic and Suspense, una novel·la de fantasia lligat al Return of the Jedi (Nova York: Random House, 1984; ISBN 0394865685, ISBN 039496568X).
El 2010, Johnston va dir que estava involucrat en plans per a una nova part de la trilogia de Jurassic Park que "envia tota la franquícia en una direcció nova. No es tracta només del parc de dinosaures."

## Filmografia
- Star Wars Episodi IV: Una Nova Esperança (1977) (il·lustrador i dissenyador d'efectes: unitat d'efectes òptics en miniatura)
- Battlestar Galactica (1978–1979) (il·lustració d'efectes i disseny)
- Star Wars Episodi V: L'Imperi Contraataca (1980) (director d'art d'efectes visuals: unitat d'efectes òptics en miniatura)
- A la recerca de l'arca perduda (1981) (director d'art: efectes visuals, ILM)
- Star Wars Episodi VI: El Retorn del Jedi (1983) (director d'art d'efectes visuals)
- Indiana Jones i el temple maleït (1984) (director d'art: California)
- Howard the Duck (1986) (disseny de la seqüència ultralleuger)
- *batteries not included (1987) (director de segona unitat, gerent de producció)
- Per sempre (1989) (dissenyador de la seqüència aèria)
- Honey, I Shrunk the Kids (1989) (director)
- The Rocketeer (1991) (director)
- El guardià de les paraules (The Pagemaster) (1994) (director d'escenes d'acció)
- Jumanji (1995) (director)
- October Sky (1999) (director)
- Jurassic Park III (2001) (director)
- Hidalgo (2004) (director)
- The Wolfman (2010) (director)
- Captain America: The First Avenger (2011) (director)